# Wolfwalkers
Wolfwalkers (titulada Wolfwalkers: Espíritu de lobo en Hispanoamérica) es una película animada de aventura y fantasía dirigida por Tomm Moore y Ross Stewart para Cartoon Saloon. Narra la historia de una joven hija de un cazador de lobos que viaja por Irlanda con la misión de erradicar a una manada. Es la tercera y última película de la trilogía de folclore irlandés de Moore, después de Song of the Sea (2014) y The Secret of Kells (2009). Está protagonizada por Honor Kneafsey, Eva Whittaker, Sean Bean, Simon McBurney, Tommy Tiernan, Jon Kenny, John Morton y Maria Doyle Kennedy. La cinta se estrenó el 12 de septiembre de 2020 durante el Festival Internacional de Cine de Toronto y posteriormente tuvo un lanzamiento limitado en los cines del Reino Unido el 26 de octubre, en los Estados Unidos el 13 de noviembre y en Irlanda el 2 de diciembre.

## Estreno
Wolfwalkers estrenó el 12 de septiembre de 2020 durante el Festival Internacional de Cine de Toronto. Posteriormente, fue lanzada en los cines del Reino Unido el 26 de octubre de 2020 bajo la distribución de Wildcard Distribution; inicialmente se tenía previsto lanzarse en Irlanda ese mismo día, pero debió aplazarse al 2 de diciembre a causa del cierre forzoso de los cines por la pandemia de COVID-19. Su lanzamiento en Estados Unidos y Canadá tuvo lugar el 13 de noviembre bajo la distribución de GKIDS, mientras que en Francia ocurrió el 16 de diciembre bajo la distribución de Haut et Court.
Wolfwalkers fue publicada en Apple TV+ el 11 de diciembre de 2020.

## Recepción

### Recibimiento comercial
Wolfwalkers recaudó $229 041 en taquilla.

### Respuesta crítica
Wolfwalkers recibió la aclamación de la crítica, quienes elogiaron la historia, la animación y las actuaciones de voz del elenco. En el sitio Rotten Tomatoes tuvo un índice de aprobación del 99% basado en 137 reseñas profesionales, con lo que obtuvo el certificado de «fresco», mientras que en Metacritic sumó 87 puntos de 100. El consenso crítico fue: «Una fascinante aventura de inspiración celta, Wolfwalkers ofrece una fantasía etérea épica acompañada de filosofías profundas y un trabajo de voz estelar». En Metacritic sumó 87 puntos de 100 basado en 28 críticas, denotando «aclamación universal».

## Reparto
- Honor Kneafsey como Robyn Goodfellowe.
- Eva Whittaker como Mebh Óg MacTíre.
- Sean Bean como Bill Goodfellowe.
- Simon McBurney como Lord Protector Oliver Cromwell.
- Maria Doyle Kennedy como Moll MacTíre.
- Tommy Tiernan como Seán Óg.
- Jon Kenny como Ned.
- John Morton como el leñador.
- Paul Young como el ovejero.
- Nora Twomey como Bridget.
- Oliver McGrath como Padraig.
- Niamh Moyles como una pescadera.

## Premios y nominaciones
Logró alzarse con un Satellite y con cinco Annie Awards, entre estos mejor película animada independiente y mejor dirección, además de ser nominada para tres Critics' Choice Super Awards, un BAFTA y un Golden Globe. Igualmente, fue nominada al Óscar como mejor película animada.
| Premiación                                     | Fecha                   | Categoría                                  | Nominado(s)                                                            | Resultado | Ref.          |
| ---------------------------------------------- | ----------------------- | ------------------------------------------ | ---------------------------------------------------------------------- | --------- | ------------- |
| Alliance of Women Film Journalists             | 4 de enero de 2021      | Mejor Película Animada                     | Wolfwalkers                                                            | Nominado  | [ 9 ] [ 10 ]  |
| Alliance of Women Film Journalists             | 4 de enero de 2021      | Mejor Mujer Animada                        | Honor Kneafsey                                                         | Nominado  | [ 9 ] [ 10 ]  |
| Alliance of Women Film Journalists             | 4 de enero de 2021      | Mejor Mujer Animada                        | Eva Whittaker                                                          | Nominado  | [ 9 ] [ 10 ]  |
| American Cinema Editors                        | 17 de abril de 2021     | Mejor Edición en Película Animada          | Darragh Byrne, Richie Cody, Darren Holmes                              | Nominado  | [ 11 ]        |
| Annie Awards                                   | 16 de abril de 2021     | Mejor Película Animada Independiente       | Wolfwalkers                                                            | Ganador   | [ 12 ] [ 13 ] |
| Annie Awards                                   | 16 de abril de 2021     | Mejor Dirección                            | Tomm Moore, Ross Stewart                                               | Ganador   | [ 12 ] [ 13 ] |
| Annie Awards                                   | 16 de abril de 2021     | Mejores Efectos Especiales                 | Kim Kelly, Leena Lecklin, Frédéric Plumey, Almu Redondo, Nicole Storck | Nominado  | [ 12 ] [ 13 ] |
| Annie Awards                                   | 16 de abril de 2021     | Mejor Animación de Personajes              | Emmanuel Asquier-Brassart                                              | Nominado  | [ 12 ] [ 13 ] |
| Annie Awards                                   | 16 de abril de 2021     | Mejor Diseño de Personajes                 | Federico Pirovano                                                      | Ganador   | [ 12 ] [ 13 ] |
| Annie Awards                                   | 16 de abril de 2021     | Mejor Música                               | Bruno Coulais, Kíla                                                    | Nominado  | [ 12 ] [ 13 ] |
| Annie Awards                                   | 16 de abril de 2021     | Mejor Diseño de Producción                 | María Pareja, Ross Stewart, Tomm Moore                                 | Ganador   | [ 12 ] [ 13 ] |
| Annie Awards                                   | 16 de abril de 2021     | Mejor Guion Gráfico                        | Guillaume Lorin                                                        | Nominado  | [ 12 ] [ 13 ] |
| Annie Awards                                   | 16 de abril de 2021     | Mejor Actuación de Voz                     | Eva Whittaker                                                          | Ganador   | [ 12 ] [ 13 ] |
| Annie Awards                                   | 16 de abril de 2021     | Mejor Guion                                | Will Collins                                                           | Nominado  | [ 12 ] [ 13 ] |
| Art Directors Guild Awards                     | 10 de abril de 2021     | Mejor Película Animada                     | Ross Stewart, Tomm Moore                                               | Nominado  | [ 14 ]        |
| Atlanta Film Critics Circle                    | 1 de febrero de 2021    | Mejor Película Animada                     | Wolfwalkers                                                            | Nominado  | [ 15 ]        |
| Austin Film Critics Association                | 19 de marzo de 2021     | Mejor Película Animada                     | Wolfwalkers                                                            | Ganador   | [ 16 ]        |
| BAFTA Awards                                   | 11 de abril de 2021     | Mejor Película Animada                     | Wolfwalkers                                                            | Nominado  | [ 17 ]        |
| Boston Online Film Critics Association         | 19 de diciembre de 2020 | Mejor Película Animada                     | Wolfwalkers                                                            | Ganador   | [ 18 ]        |
| Boston Society of Film Critics                 | 13 de diciembre de 2020 | Mejor Película Animada                     | Wolfwalkers                                                            | Nominado  | [ 19 ]        |
| Chicago Film Critics Association               | 21 de diciembre de 2020 | Mejor Película Animada                     | Wolfwalkers                                                            | Ganador   | [ 20 ]        |
| Chicago Indie Critics Association              | 2 de enero de 2021      | Mejor Película Animada                     | Wolfwalkers                                                            | Nominado  | [ 21 ]        |
| Columbus Film Critics Association              | 7 de enero de 2021      | Mejor Película Animada                     | Wolfwalkers                                                            | Ganador   | [ 22 ]        |
| Critics' Choice Super Awards                   | 10 de enero de 2021     | Mejor Película Animada                     | Wolfwalkers                                                            | Nominado  | [ 23 ] [ 24 ] |
| Critics' Choice Super Awards                   | 10 de enero de 2021     | Mejor Actriz de Voz en Película Animada    | Honor Kneafsey                                                         | Nominado  | [ 23 ] [ 24 ] |
| Critics' Choice Super Awards                   | 10 de enero de 2021     | Mejor Actriz de Voz en Película Animada    | Eva Whittaker                                                          | Nominado  | [ 23 ] [ 24 ] |
| Dallas-Fort Worth Film Critics Association     | 10 de febrero de 2021   | Mejor Película Animada                     | Wolfwalkers                                                            | Nominado  | [ 25 ]        |
| Denver Film Critics Society                    | 18 de enero de 2021     | Mejor Película Animada                     | Wolfwalkers                                                            | Nominado  | [ 26 ]        |
| Detroit Film Critics Society                   | 8 de marzo de 2021      | Mejor Película Animada                     | Wolfwalkers                                                            | Nominado  | [ 27 ]        |
| Dorian Awards                                  | 18 de abril de 2021     | Película más Llamativa Visualmente         | Wolfwalkers                                                            | Nominado  | [ 28 ]        |
| Florida Film Critics Circle                    | 21 de diciembre de 2020 | Mejor Película Animada                     | Wolfwalkers                                                            | Nominado  | [ 29 ]        |
| Georgia Film Critics Association               | 12 de marzo de 2021     | Mejor Película Animada                     | Wolfwalkers                                                            | Nominado  | [ 30 ]        |
| Golden Globe Awards                            | 28 de febrero de 2021   | Mejor Película Animada                     | Wolfwalkers                                                            | Nominado  | [ 31 ]        |
| Golden Reel Awards                             | 16 de abril de 2021     | Mejor Edición de Sonido (Película Animada) | Wolfwalkers                                                            | Nominado  | [ 32 ]        |
| Gotham Awards                                  | 11 de enero de 2021     | Mejor Película Internacional               | Wolfwalkers                                                            | Nominado  | [ 33 ]        |
| Greater Western Film Critics Association       | 31 de diciembre de 2020 | Mejor Película Animada                     | Wolfwalkers                                                            | Ganador   | [ 34 ]        |
| Hollywood Critics Association                  | 5 de marzo de 2021      | Mejor Película Animada                     | Wolfwalkers                                                            | Ganador   | [ 35 ] [ 36 ] |
| Hollywood Critics Association                  | 5 de marzo de 2021      | Mejor Actuación Animada                    | Honor Kneafsey                                                         | Nominado  | [ 35 ] [ 36 ] |
| Hollywood Music in Media Awards                | 27 de enero de 2021     | Mejor Banda Sonora — Película Animada      | Bruno Coulais                                                          | Nominado  | [ 37 ]        |
| Houston Film Critics Society                   | 18 de enero de 2021     | Mejor Película Animada                     | Wolfwalkers                                                            | Nominado  | [ 38 ]        |
| Indiana Film Journalists Association           | 21 de diciembre de 2020 | Mejor Película Animada                     | Wolfwalkers                                                            | Nominado  | [ 39 ] [ 40 ] |
| Indiana Film Journalists Association           | 21 de diciembre de 2020 | Mejor Actuación de Voz o Imagen            | Sean Bean                                                              | Nominado  | [ 39 ] [ 40 ] |
| International Film Music Critics Association   | 18 de febrero de 2021   | Mejor Banda Sonora en Película Animada     | Bruno Coulais                                                          | Ganador   | [ 41 ]        |
| Iowa Film Critics Association                  | 20 de febrero de 2021   | Mejor Película Animada                     | Wolfwalkers                                                            | Nominado  | [ 42 ]        |
| Irish Film & Television Awards                 | 4 de julio de 2021      | Mejor Película                             | Wolfwalkers                                                            | Ganador   | [ 43 ]        |
| Irish Film & Television Awards                 | 4 de julio de 2021      | Mejor Director                             | Tomm Moore, Ross Stewart                                               | Nominado  | [ 43 ]        |
| Irish Film & Television Awards                 | 4 de julio de 2021      | Mejor Guion                                | Will Collins                                                           | Nominado  | [ 43 ]        |
| Kansas City Film Critics Circle                | 24 de enero de 2021     | Mejor Película Animada                     | Wolfwalkers                                                            | Ganador   | [ 44 ]        |
| Latino Entertainment Journalists Association   | 7 de marzo de 2021      | Mejor Película Animada                     | Wolfwalkers                                                            | Nominado  | [ 45 ]        |
| London Film Critics Circle                     | 7 de febrero de 2021    | Logro Técnico (animación)                  | Tomm Moore, Ross Stewart                                               | Nominado  | [ 46 ]        |
| Los Angeles Film Critics Association           | 20 de diciembre de 2020 | Mejor Película Animada                     | Wolfwalkers                                                            | Ganador   | [ 47 ]        |
| Music City Film Critics Association            | 11 de enero de 2021     | Mejor Película Animada                     | Wolfwalkers                                                            | Nominado  | [ 48 ]        |
| New Mexico Film Critics                        | 23 de enero de 2021     | Mejor Película Animada                     | Wolfwalkers                                                            | Ganador   | [ 49 ]        |
| New York Film Critics Circle                   | 18 de diciembre de 2020 | Mejor Película Animada                     | Wolfwalkers                                                            | Ganador   | [ 50 ]        |
| North Carolina Film Critics Association        | 3 de enero de 2021      | Mejor Película Animada                     | Wolfwalkers                                                            | Nominado  | [ 51 ]        |
| North Dakota Film Society                      | 15 de enero de 2021     | Mejor Película Animada                     | Wolfwalkers                                                            | Nominado  | [ 52 ]        |
| North Texas Film Critics Association           | 26 de enero de 2021     | Mejor Película Animada                     | Wolfwalkers                                                            | Nominado  | [ 53 ]        |
| Online Association of Female Film Critics      | 1 de marzo de 2021      | Mejor Película Animada                     | Wolfwalkers                                                            | Ganador   | [ 54 ]        |
| Online Film Critics Society                    | 25 de enero de 2021     | Mejor Película Animada                     | Wolfwalkers                                                            | Nominado  | [ 55 ]        |
| Philadelphia Film Critics Circle               | 17 de enero de 2021     | Mejor Película Animada                     | Wolfwalkers                                                            | Nominado  | [ 56 ]        |
| Phoenix Critics Circle                         | 18 de marzo de 2021     | Mejor Película Animada                     | Wolfwalkers                                                            | Nominado  | [ 57 ]        |
| Premios Óscar                                  | 25 de abril de 2021     | Mejor Película Animada                     | Wolfwalkers                                                            | Nominado  | [ 58 ]        |
| Producers Guild Awards                         | 24 de marzo de 2021     | Mejor Productor de Película Animada        | Paul Young, Nora Twomey, Tomm Moore, Stéphan Roelants                  | Nominado  | [ 59 ]        |
| San Diego Film Critics Society                 | 11 de enero de 2021     | Mejor Película Animada                     | Wolfwalkers                                                            | Ganador   | [ 60 ]        |
| San Francisco Bay Area Film Critics Circle     | 18 de enero de 2021     | Mejor Película Animada                     | Wolfwalkers                                                            | Nominado  | [ 61 ]        |
| Satellite Awards                               | 15 de febrero de 2021   | Mejor Película Animada                     | Wolfwalkers                                                            | Ganador   | [ 62 ]        |
| Seattle Film Critics Society                   | 15 de febrero de 2021   | Mejor Película Animada                     | Wolfwalkers                                                            | Ganador   | [ 63 ]        |
| Southeastern Film Critics Association          | 22 de febrero de 2021   | Mejor Película Animada                     | Wolfwalkers                                                            | Nominado  | [ 64 ]        |
| St. Louis Film Critics Association             | 17 de enero de 2021     | Mejor Película Animada                     | Wolfwalkers                                                            | Nominado  | [ 65 ]        |
| Toronto Film Critics Association               | 7 de febrero de 2021    | Mejor Película Animada                     | Wolfwalkers                                                            | Ganador   | [ 66 ]        |
| Utah Film Critics Association                  | 13 de febrero de 2021   | Mejor Película Animada                     | Wolfwalkers                                                            | Ganador   | [ 67 ]        |
| Washington D. C. Area Film Critics Association | 8 de febrero de 2021    | Mejor Película Animada                     | Wolfwalkers                                                            | Nominado  | [ 68 ]        |
| Washington D. C. Area Film Critics Association | 8 de febrero de 2021    | Mejor Actuación de Voz                     | Honor Kneafsey                                                         | Nominado  | [ 68 ]        |
| Women Film Critics Circle                      | 7 de marzo de 2021      | Mejor Mujer Animada                        | Honor Kneafsey                                                         | Nominado  | [ 69 ]        |
| Women Film Critics Circle                      | 7 de marzo de 2021      | Mejor Mujer Animada                        | Eva Whittaker                                                          | Nominado  | [ 69 ]        |